# Štefan III. Bavarski
Štefan III., bavarski vojvoda, vojvoda Bavarske-Ingolstadt, državni upravnik v Alzaciji iz Zgornji Švabski, * ~ 1337, † 26. september 1413, samostan Niederschönenfeld vzhodno od Donauwörtha.
Štefan III., najstarejši vnuk cesarja Ludvika Bavarca, je od očeta podedoval vojvodino Bavarsko skupaj z bratoma Friderikom in Ivanom. Sprva je z Ivanom upravljal Zgornjo Bavarsko. Poročen s hčerko milanskega gospoda, Barnabe Viscontija, se je vključeval v italijansko politiko in imel stike s papežem. Svojo hčerko Elizabeto je poročil s francoskim kraljem Karlom VI. Ljubil je blišč in živel razsipno, tako da je brat Ivan leta 1392 zahteval razdelitev ozemelj: nastale so delne vojvodine Bavarska-München, Bavarska-Landshut in Bavarska-Ingolstadt. Štefan, ki mu je z žrebom pripadla vojvodina Bavarska-Ingolstadt, se je po delitvi čutil opeharjenega, kar je pripeljalo do sporov med brati in pogostih bojevanj, ki so se nadaljevala tudi v naslednji generaciji.

## Poreklo in mladost
Štefan III. je bil najstarejši sin bavarskega vojvode Štefana II. in Elizabete, hčerke sicilskega kralja Friderika II./III. (†1337). Štefanov oče je ob delitvi vojvodine Bavarske (1353) dobil Spodnja Bavarsko; po smrti nečaka Majnharda, je dobil še Zgornjo Bavarsko (1363). Tirolska, ki je bila tudi v oblasti Majnharda, je po dolgotrajnih bojih z mirom v Schärdingu  (1369) pripadla Habsburžanom.
Štefan III. je bil poln življenjske energije. Že v  mladosti je sodeloval v številnih bojih: na Tirolskem (1363-69), v Italiji (1368), v Brandenburgu (1371-73), v Prusiji (1371-72) in drugod. Leta 1367 se je poročil s hčerko bogatega milanskega mestnega gospoda Barnabe Viscontija (†1385), Tadejo Visconti,. Z doto 100.000 guldnov je lahko poplačal očetove dolgove in rodbini vrnil zastavljeno mesto Neuburg ob Donavi in več administrativnih središč.
Cesar Karel IV. je leta 1374 imenoval Štefana III. in njegovega brata Friderika za državna upravnika v Alzaciji in Zgornji Švabski; imenovanja so bila delno povračilo za mejno grofijo Brandenburg, ki jo je njun stric Oton V. moral pod prisilo prodati cesarju. Del kupnine je bil tudi fevd v bavarskem Nordgauu, ki so ga tudi vključili v rodbinsko dediščino.

## Bavarski vojvoda
Leta 1375 je oče Štefan II. umrl. Trije bratje, Štefan III., Friderik Modri (†1393), Ivan (†1397), in pa stric Oton V. (†1379),  so najprej poskusili vladati skupaj, potem pa so si upravljanje razdelili: Štefan III. in Ivan sta dobila v upravljanje Zgornjo Bavarsko, Friderik in stric Oton pa Spodnjo Bavarsko. Ker je bila ta bogatejša, je Friderik za kompenzacijo bratoma letno plačeval 4.000 guldnov.
Leta 1376 so se cesarju Karlu IV. uprla mesta, združena v švabsko zvezo mest pod vodstvom Ulma. Kot upravitelja Zgornje Švabske, sta bila Štefan III. in Friderik pritegnjena v spor, ki se je razvlekel v večletne boje. Ko je Karlov sin, nemški kralj Vaclav, skušal upravništvi predati avstrijskemu grofu Leopoldu III., sta za krajši čas celo prestopila na stran zveze mest, a sta se kmalu spet zbližala s kraljem. Leta 1379/80 je kralj Vaclav Štefanu celo zaupal vodenje odposlanstva v Rim, kjer je z vojsko zaščitil papeža Urbana VI. Štefanu se je tedaj začasno podredilo mesto Todi v Umbirji.
Leta 1385 je Štefan uspel poročiti svojo petnajstletno hčerko Elizabeto s sedemnajstletnim francoskim kraljem Karlom VI. Leta 1391 je poslal na francoski dvor tudi svojega sina Ludvika VII.
Štefan se je v letih 1387-89 skupaj z bratoma in vojvodo Albertom II. iz bavarsko-straubinške veje bojeval proti salzburškemu nadškofu, ki se je povezal s švabskimi mesti. Friderik je škofa ujel in zaprl. S tem so si bavarski vojvode nakopali papeževo jezo in kralj je proti njim razglasil vojno, tako da so morali popustiti.
Leta 1390 je bil Štefan (skupaj s svojim sinom Ludvikom VII.) spet v Rimu, pri naslednjem papežu Bonifaciju IX. na praznovanju svetega leta. Papežu je obljubil, da se bo pri francoskem kralju zavzel za njegov pontifikat.
Ob velikih obljubah iz Padove pregnanega Francesca Carrare je Štefan še istega leta s 3-4.000 oklepljenimi konjeniki prekoračil Alpe, da bi za padovskega gospoda ponovno zasedel mesto in tudi zaščitil rodbino svoje žene (Scala) pred napadi Gian Galeazza Viscontija, ki se je leta 1485 povzpel na položaj milanskega gospoda (signore di Milano) tako, da je s prevaro ujel in dal  zastrupiti Štefanovega tasta Barnabo. Štefan je Padovo uspel zavzeti, a dobitkov, ki jih je pričakoval zase, ni bilo.
Štefan je bil neprestano v finančnih stiskah. Razsipen način življenja z zabavami in praznovanji, vzdrževanje treh razkošnih dvorov (v Ingolstadtu, Alzaciji in Švabski) in njegova italijanska politika, so požirali veliko denarja. Brat Ivan leta 1392 ni bil več pripravljen sodelovati pri pokrivanju teh stroškov in je zahteval delitev posesti. Nastale so tri delne vojvodine: brat Friderik je obdržal Bavarsko-Landshut, brat Ivan je dobil Bavarsko-München, Štefan pa Bavarsko-Ingolstadt. Štefan se je čutil opeharjenega, saj je bilo njegovo ozemlje vrsta nepovezanih pokrajinskih središč: območje okrog prestolnice Ingolstadta, južni del, ki je segal od Wasserburga preko Kufsteina do Kitzbühla, in posest na severovzhodu Bavarske, v današnjem Oberpfalzu.
Že naslednje leto je Friderik umrl in zapustil mladoletnega sina Henrika XVI. Štefan in Ivan sta se skušala polastiti nečakovega ozemlja, a so deželni stanovi in njegova mati Maddlena (†1404) to preprečili.
Nasprotja med Štefanom in Ivanom so pripeljala (1394-95) do prve bavarske rodbinske vojne, v kateri se je Štefan povezal z nemškim kraljem Vaclavom in ga podprl v boju proti češkim magnatom. A je leta 1395 Vaclav povzdigni uzurpatorja Gian Galeazzo Viscontija v milanskega vojvodo, kar je razdrlo njuno zvezo in tudi zaustavilo bratovsko vojno. Brata sta se ponovno odločila za skupno upravljanje podedovanih ozemelj. Vaclav je leta 1397 namestništvo na Švabskem podelil Frideriku iz Öttingena.
Leta 1397 je umrl Ivan. Štefan je želel zavladati tudi nad njegovim ozemljem, čemur pa sta se uprla Ivanova sinova Ernest in Viljem III. Izbruhnil je nov spor, v katerem sta skušala Štefan in njegov sin Ludvik VII. izkoristiti socialne nemire v Münchnu; podprla sta upor cehov proti gospodi in vojvodama, ki pa ni uspel. Nemiri so se končali leta 1403 z zadušitvijo vstaje, wittelsbaški vojvode pa so se vrnili k delitvi ozemelj iz leta 1392.
1. februarja 1400 sta se Štefan in njegov sin Ludvik VII. udeležila tajnega srečanja nemških knezov, ki so načrtovali padec kralja Vaclava. Štefan je bil prisoten tudi avgusta 1400 v Lahnsteinu, ko so odstavili Vaclava in za nemškega kralja ustoličili Wittelsbacha Ruperta III. Štefan je lahko preko hčerke vplival na francoskega kralja, da je priznal Ruperta za kralja.
Bavarski vojvode so se pobotali in zadnjič nastopili skupaj leta 1410, ko so neuspešno poskušali ponovno osvojiti Tirolsko, kjer se je oblikovala opozicija proti vladajočemu Habsburžanu Frideriku IV. Neuspešen je bil tudi nasleden tovrstni poskus Štefana III. in Ludvika VII. (1413).
Štefan je umrl septembra 1413. Nasledil ga je sin Ludvik VII., ki se je ob očetovi smrti nahajal v Franciji in je leta 1415 pripeljal francoske odposlanstvo na koncil v Konstanco.

## Družina
Štefan III. se je leta 1367 poročil s Tadejo Visconti (1350–1381), hčerko milanskega gospoda Barnabe Viscontija in njegove žene Beatrice della Scala. Imela sta dva otroka:
- Ludvik VII. Bradati (1368–1447), vojvoda Bavarske-Ingolstadt ⚭ 1) 1402  Ana Bourbonska (1380–1408), vdova po grofu Ivanu II. Berry-Montpensier[3]; 2) 1413 Catherine d’Alençon (1395–1462), vdova po Petru iz Navarre, grofu Mortaina.
- Elizabeta (1370–1435) ⚭ 1385 francoski kralj Karel VI.

V drugo se je Štefan poročil leta 1401 z Elizabeto iz grofije Kleve. Zakon je ostal brez otrok.
Štefan je imel tudi nezakonskega sina:
- Ivan iz Moosburga, do leta 1409 škof Regensburga.